# Silos (magazyn)

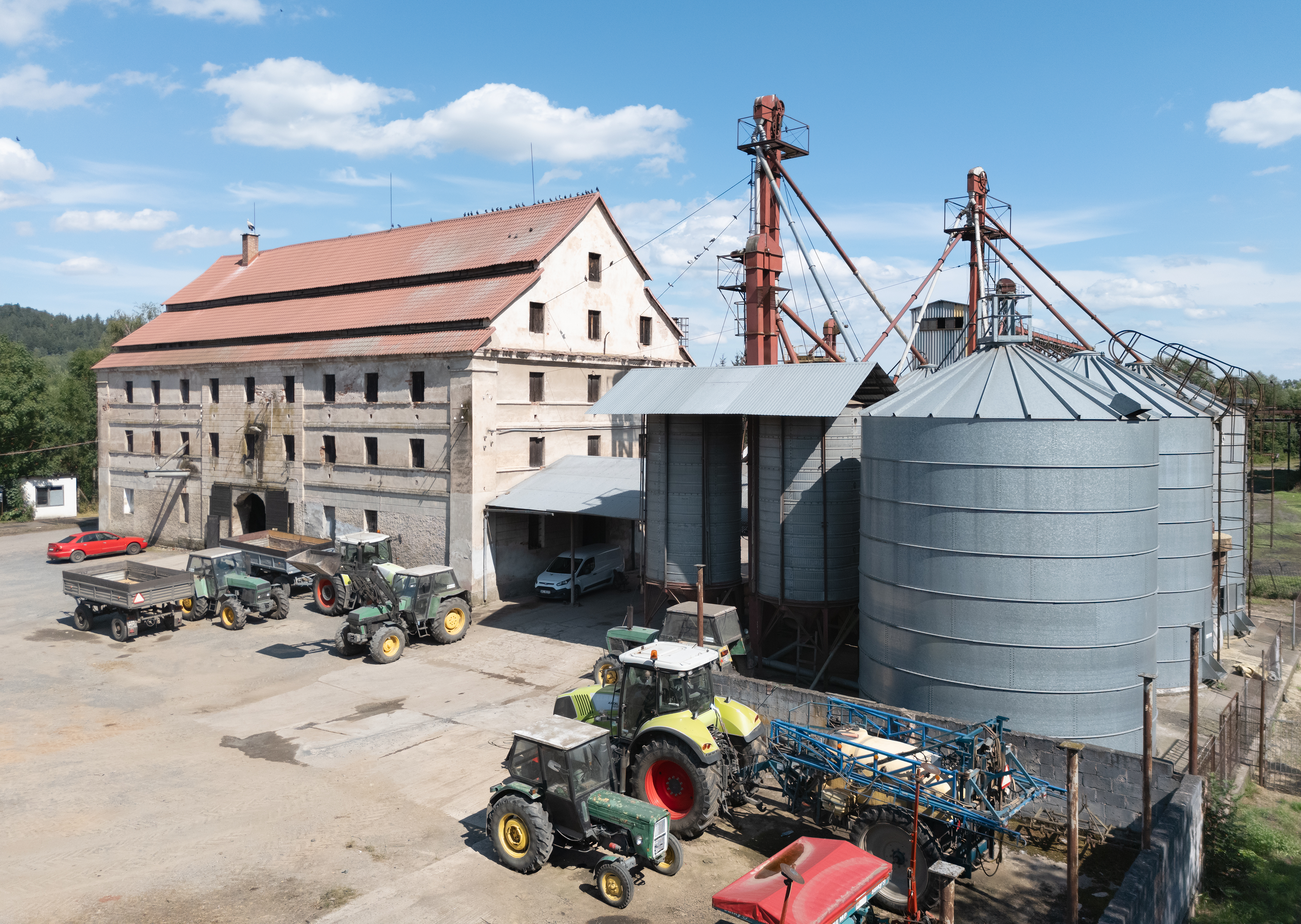
Silosy zbożowe w Piszkowicach

Silos – budowla (lub część budowli) przeznaczona do składowania materiałów sypkich.
Silosy dzieli się na płaskie (poziome) i pionowe (wieżowe).

## Silosy płaskie

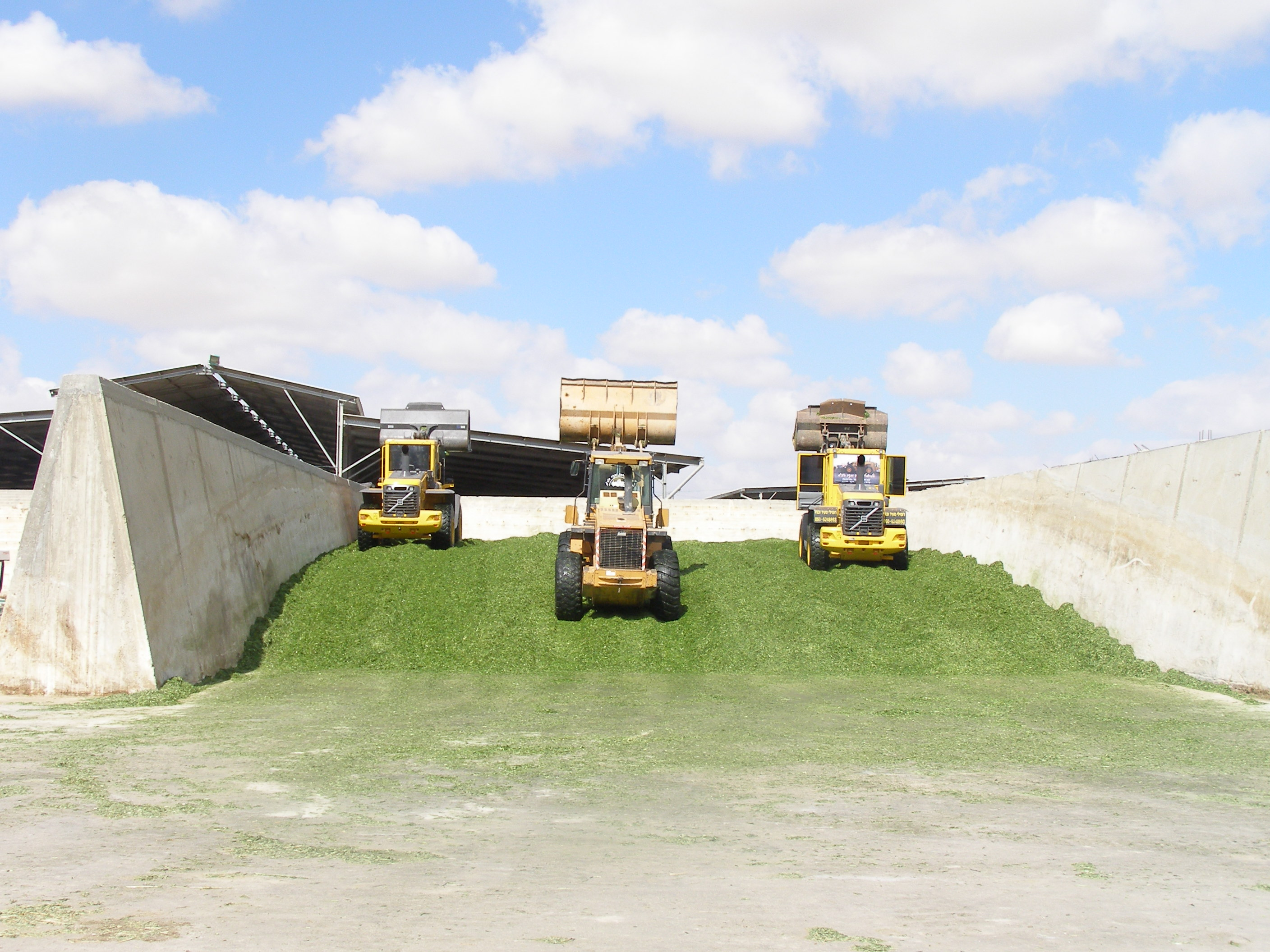
Załadunek silosu przejazdowego

Silosy płaskie, przeznaczone często do przygotowania i przechowywania kiszonki mają konstrukcję komorową lub rowową. Duże silosy rowowe, do których wjeżdżają pojazdy załadowujące go określane są jako silosy przejazdowe. 

## Silosy wieżowe
Silosy o dużej wysokości to silosy wieżowe, zwane także elewatorami.  Silosy takie wykonuje się jako konstrukcje żelbetowe oraz stalowe.
Silosy wysokie dzieli się również na silosy płaskodenne oraz lejowe, w których dno ma kształt leja. Silosy płaskodenne wymagają ręcznego lub z pomocą urządzeń usunięcia resztek przechowywanego materiału. W silosach lejowych nie pozostają resztki na dnie silosu, dlatego służą głównie do przechowywania materiałów do częstego rozładunku, oraz jako magazyny tymczasowe w przetwórstwie oraz transporcie przed załadowaniem na ciężarówkę czy wagon.
Silos może składać się z jednej lub wielu komór (silos jednokomorowy lub wielokomorowy). Obiekty te mają zazwyczaj dużą wysokość w porównaniu do wymiarów ich rzutu. Dzielą się na silosy smukłe (h > 1,5d) i krępe, zwane bunkrami.
W wyniku procesów życiowych zachodzących w przechowywanym materiale, we wnętrzu silosów może występować zmniejszona ilość tlenu, a zwiększona ilość dwutlenku węgla i innych gazów w powietrzu, co bywa przyczyną zaburzeń bądź zatrzymania oddychania u ludzi (zob. płuco pracowników silosów).